# 아즈마비토 키요미
아즈마비토 키요미(일본어: アズマビト・キヨミ 영어: Kiyomi Azumabito)는 만화 진격의 거인의 2부부터 등장하는 인물이다. 파라디섬 유일의 우호국이자 동양의 국가 히즈루국의 대표 외교관. 과거 막부로서 히즈루국을 통치했었으며 지금도 꽤나 높은 권위와 영향력을 지닌 상류층 명문가이자 아즈마비토 대장군 가문 방계 출신으로, 아즈마비토 가문의 현역 수장.

## 아즈마비토 쇼군의 후손
대장군(将軍, 쇼군)은 과거 일본의 무가 정권이 집권한 시절 천황(天皇, 텐노)을 대외적인 꼭두각시로 내세워 명목상으로는 천황의 신하를 자처했으나 배후에서 막부로서 실질적인 권력을 휘두르며 일본을 통치하던 무가(武家)의 수장 직위이다. 마레 제국의 모티브가 된 로마 제국의 황제들이 명목상으로는 원로원 중 한 명인 임페라토르(Imperator)이지만 실제로는 최고 권력자이자 국가 원수의 역할을 하고 있었던 것과 비슷한 경우이다.
하지만 이사야마 하지메가 현실의 동양과 만화에 나오는 동양의 개념은 다르다고 공언한 바가 있는 만큼 현실의 역사와 진격의 거인 세계관의 역사는 다르고, 쇼군의 의미도 다를 수 있음을 유의해야 한다.
아즈마비토 가문의 우두머리이자 가문이 재단으로 운영하는 아즈마비토 재벌의 회장으로도 재직 중인 세계적인 거물이다. 히즈루국의 외교 대사로서 타국과 조성된 긴밀한 유대를 바탕으로 외교의 한 축을 담당해 왔다.
마레 대륙의 실세 빌리 타이버가 있는 무대의 대기실로 직접 찾아와 격의 없는 격려 인사를 보내고 악수를 나눌 수 있다는 걸 감안하면, 외교 대사로서도 굉장히 높은 지위와 권한을 지닌 정치계와 외교계의 거물이다. 타국과의 외교나 경제, 기술, 정치, 문명에서는 엄청난 지위와 영향력을 지닌 가문의 수장에다가 한 나라를 대표하는 외교관, 재벌 회장이라는 중책에 걸맞게 공석에 나타날 때마다 옆에서 보좌하는 여성 보좌관과 위압적인 덩치와 체격을 갖춘 수십 명의 남성 보디가드들을 데리고 다니고 있다.
모계 쪽으로 미카사 아커만의 먼 친척이다. 미카사 아커만의 어머니하고도 가까운 혈연을 나누고 있는 친척이다. 자세하게는 키요미와 미카사 사이의 촌수를 알 수 없지만 키요미의 나이를 추정해보면 대략 이모 혹은 이모할머니 친척 쯤으로 볼 수 있다. 외국의 이민족처럼 파라디섬 안에서는 혼혈계인 미카사를 제외하고는 이미 멸망하여 명맥이 거의 끊겨진 동양인 민족이 아닌 파라디섬 너머 세계에서 멀쩡히 문명을 존속하며 살아 가고 있는 동양인의 존재를 독자들에게 실감시켜준 데에 유의미한 의의를 지닌 캐릭터이다. 850년까지의 파라디섬을 기준으로는 방벽 내에 처음 등장한 벽 외부의 동양인 캐릭터.

## 외관
키는 160cm 초반대로 추정되는 왜소한 체형이지만 기습이었다고 해도 다른 사람도 아니고 정식 훈련을 받은 군인인 플록 포르스터를 유술로 제압해 바닥에 넘어뜨릴 정도로 뛰어난 신체 능력과 체술 실력을 갖추었다. 미카사처럼 흑발흑안이다. 첫 만남 때 미카사가 보고 혼란스러웠을 정도로 어머니인 아즈마비토씨와 쌍둥이처럼 판박이인 외모를 가졌다. 인상은 실처럼 가느다란 눈매와 고운 검은 머리를 묶었으며 주름도 약간 섞여 있는 아시아인처럼 생긴 중년 여성이다.

## 성격
"옐레나의 말에 따르면 키요미는 돈 냄새를 잘 맡는다고 했지..."
 — 한지 조에 제 14대 조사병단장
"난 그저 구실에 지나지 않은 건가?"
 — 미카사 아커만
진격의 거인 세계관의 수많은 나라들과 외교적으로 강한 결속을 맺어온 히즈루국의 정이대장군 일족인 아즈마비토 가문의 당주이자 일국을 대표하는 외교 대사인 만큼 자존심이 대단히 강하다. 세계관에서는 거의 대다수가 악마 취급을 받는 유미르의 백성 민족에 대한 편견이나 차별 의식이 전무하다.
오랜 세월 동안 대장군의 직계 일족을 유폐시킨 프리츠 왕가에게 앙심이 있을 수 있는데도 과거사는 일절 언급 없이 100년 전과 다름 없는 수교를 맺는다든지. 빌리 타이버가 개막한 축젯날에는 급사를 맡은 우도가 흥분에 겨워 무심결에 기모노에 와인을 퍼붓는 대형사고를 일으켜 외교적인 결례가 될 수 있는 엄청난 모욕일 수 있는데도 오히려 "자기가 실수로 와인을 부어서 우도가 휴지로 얼룩을 닦아 주려고 했다."고 너그럽게 감싸 주었다.
한편으로는 이해타산적이고 재물과 이익 욕심이 많은 야심가. 철저한 이해 관계와 실리에 따라 움직이며 가문과 조국의 이익 창출에 필요없다고 생각하면 오랜 세월에 걸쳐 맺어 온 의리라도 가치 없이 버리거나 배신할 수 있는 냉정하고 노회한 사업가이자 정치가이다. 지크 예거가 스스로를 어머니 다이나 프리츠의 피를 물려 받은 프리츠 왕가의 직계 후손이라는 사실을 알리며 프리츠 방계 왕가와 아즈마비토 가문 간의 100년 만인 거래를 시도해도 "우리 가문에 도움이 되지 않는다면 당신이 왕가의 피를 지닌 후손임을 폭로해 버릴 것이다."라고 협박한 것을 예로 들 수 있었다. 처음에는 거절하는 듯하다가 이미 키요미의 재물 욕심을 간파하고 있었던 지크가 섬과 교류를 맺으면 얻을 수 있는 물건으로 입체기동장치의 동력 자원인 빙폭석을 제시하자 쇠망해가던 아즈마비토 가문을 부흥시킬 열쇠로 보고 즉각 거래 제안을 수락했다. 빙폭석으로 창출될 수익의 가치에 눈이 멀어 히스토리아 레이스가 짐승 거인을 계승하고 땅 고르기 유지에 필요한 후손들을 생산해야 한다는, 인도적으로 보면 대단히 잔학하기 짝이 없는 조건을 제시한다든지, 하나 뿐인 가문의 정통 후계자이자 쇼군의 직계 후손인 미카사를 외교를 위한 명분이자 히즈루국과 파라디섬 간의 연결고리로서 이용하기도 하는 이중성을 보이거나 히스토리아 여왕과 교류하는 공석에서까지 군침을 흘리기도 했는데, 그것만으로 키요미의 본성을 파악한 미카사가 "난, 역시 외교적 구실에 지나지 않는 건가?"라고 경계, 의심했다.
최소한의 양심과 정은 가지고 있다. 히스토리아가 목숨 잃기마저 각오하고 자손 출산 조건을 수행하겠다는 각오를 밝히자 어린 왕의 희생에 씁쓸하다는 듯한 표정을 짓고 동정 어린 시선으로 바라본 것이 증거. 그래 봐야 가문과 히즈루국을 위한 이익 절차로서 지크의 땅 고르기 비책을 지지하는 입장을 놓지 않았다.
키요미가 이런 성격인 것은 히즈루국의 이익에 최우선으로 도움에 기여할 일국의 외교관이자 정치가라는 입장도 있지만 전 세계적으로 세계를 짓밟으려한 왕의 일족 취급 받는 프리츠 왕가와의 친분과 거인 대전에서의 패배로 평판이 험악해져 가문의 위세도 망조가 기울어질 정도로 위태롭게 변했기 때문인 것으로 보인다. 평판이 나쁜 건 비단 다른 나라들만 그런 게 아니라 고국인 히즈루국에서도 마찬가지이다. 쇼군 가문으로서 히즈루국을 통치하던 시절 프리츠 왕가와 수교를 맺어 거인 대전에까지 협력한 결과 순식간의 패배로 조국에 크나큰 타격을 입기까지 했으니, 국내에서는 '조국을 망칠 뻔한 원흉' 취급을 현재까지 받는 것은 당연지사. 히즈루국은 일관적으로 '1회성 땅 고르기'를 지지하기 때문에 조금이라도 실패할 경우 가장 먼저 처단할 대상이 아즈마비토 가문이라고 한다. 하지만 전 세계의 수많은 거물들이 모여든 빌리 타이버의 가든파티에 초청 받고 참석한 걸 보아 히즈루국과 아즈마비토 가문 자체는 국제적 평판이 나쁘지 않다. 당장 빌리와 사석에서 악수를 나눌 정도면 히즈루국의 평판도 괜찮다는걸 알 수 있다.
정리하자면 정이 많고 품위와 고고한 프라이드를 갖추고 있지만 무슨 수를 써서라도 가문의 부흥이라는 목적을 이루기 위해서라면 수단과 방법을 가리지 않는 복합적이고 입체적인 성격의 소유자다.

## 미카사 아커만과의 관계
"저는 당신의 어머님께서 끝까지 보여 주신 아즈마비토 가문의 긍지만큼은 버리지 않았습니다. 무슨 일이 있어도 당신을 지키겠습니다."— 아즈마비토 키요미, 111화에서 미카사 아커만에게

아즈마비토 가문 수장으로서의 긍지가 강하머 미카사에게 깊은 유대와 혈육애를 품고 있다. 그래서 그녀를 지키기 위해 모든 걸 쏟아부으려 한다. 에르디아국이 멸망의 위기에 들이닥치거나 설사 무슨 일이 생길 경우에 대비해 회의가 끝나자마자 미카사에게 가장 먼저 찾아와 "이 섬에 무슨 문제라도 생기면 우리와 같이 히즈루국으로 갑시다."라고 회유했을 정도. 심지어 무역의 제 1차 조건인 일회성 땅 고르기가 실패로 끝나 가문 전체가 숙청 선고를 받더라도 모든 걸 뒤로 하고 미카사를 지키겠다고 선언했다.
처음 만난 자리에서 미카사가 오른팔 손목에 새겨진 세 일본도가 교차하는 삼각형 형태의 아즈마비토 심볼을 보여 주며 그의 어머니가 심볼을 손에 자수로 해 놓고 언젠가 자녀를 두게 되면 똑같이 새겨야 한다는 말을 남겼다는 말까지 설명해 주자 크게 감동받으며 미카사의 두 팔을 껴안기까지 했다. 미카사의 어머니가 사방에서 동양인이라는 이유만으로 낙인을 찍혀 박대당하는 입장인데도 죽는 순간까지 자신이 동양인이자 아즈마비토 가문임을 자랑이자 긍지로 여겼으며 대를 이어 자손들에게 자수 형태로 심볼을 전해 주려 했을 만큼 정신력이 강인한 사람임을 느끼고, 몹시 자랑스러워 해서이다. 이러니 쇠망의 위기에 놓인 같은 아즈마비토 가문으로서 미카사를 진심으로 지키려 하는 것이다.
미카사도 키요미에게 혈육애를 품고 있고 위기에 처한 키요미를 구하려고 할 때마다 굉장히 보호적인 모습을 보인다. 개인적 혈육애를 떠나서 공과 사 구분이 확실한지라 파라디 섬의 에르디아인이란 고유의 정체성과 에르디아국 소속 군인, 정치적인 입장과 국적 상의 일 때문에 가깝기만 하진 않았고 같이 히즈루국으로 가자는 키요미의 제안을 정중히 거절했다. 그럼에도 개인적으로는 돌아가신 어머니와 많이 닮았고 어머니의 먼 혈육이며 마음 속으로 그리워하던 어머니의 위치를 대신하게 된 키요미를 상당히 신경 쓰고 있다. 엘런에게 가까이 가기 위한 비행선과 증기선을 보수해 줄 히즈루국의 엔지니어들을 확보하기 위해 예거파와의 교전을 치르게 된 상황에서 개인적으로도 키요미를 지키는 데 누구보다 필사적이었다. 은인이자 주군 격 존재, 의형제이기도 했던 엘런 예거와 아르민을 제외하고 미카사가 이렇게까지 전력을 다해 결사적으로 지켜내려고 했던 또 하나의 사람은 키요미 뿐이다. 키요미도 미카사에게 있어 대단히 중요한 인물이라는 걸 이런 필사적인 모습으로 증명한 셈이다.
이러한 사항 때문에 마레 편에 들어서 비로소 본격적인 깊이를 드러내기 시작한 미카사의 단독 캐릭터 서사에서 루이제와 더불어 큰 비중을 차지하는 인물이다. 미카사의 시점에서 루이제가 '엘런을 반자의적이되, 맹목적으로 좋아하고 쫓아가기만 했던 과거의 자신'을 상징한다면 키요미는 '먼 옛날에 떠나보낸 죽은 어머니와의 연결점이자 분신으로 지켜야 할 또 하나의 소중한 혈육'의 위치에 서고 있다.

## 작중 행적
아즈마비토 키요미의 행적을 시간대 구조로 작성했다.

### 850년과852년사이:지크 예거와의 비밀 거래
키요미는 히즈루국의 대사관이자 방계 출신으로서 직계가 끊겨져 대마저 끊겨질 위기에 놓인 아즈마비토 가문의 수장으로서 살아가면서 무슨 연유에서인지 아즈마비토 쇼군의 뒤를 이을 정통 후계자를 물색하는 데에 혈안이 되어 있었다. 그러던 어느날, 마레군 전사대의 전사장인 지크 예거가 키요미에게 접근하여 최근에 알려진 파라디 섬에 남은 쇼군의 후예를 담보로 둘만의 비밀 거래를 시도한다. 그렇찮아도 행방불명된 쇼군의 직계 후손을 찾아내서 후계자로 간절히 삼고 싶었던 키요미는 거래를 받아들이고 지크와 비밀리에 히즈루국으로 추정되는 어떤 장소에서 비밀리에 접촉한다. 키요미는 복권파를 운영하던 부모를 일곱살 나이에 폭로한 지크의 명성을 익히 알고 있었다.
키요미는 지크가 알려 준 중대한 진실을 전해듣고, 처음에는 골수 엘디아 복권파라고 주장하던 그가 부모와 복권파를 배신하고 밀고했다는 것에 의아해 했지만 얼마 안 가 치안 보안 당국에 의해 복권파가 거의 발각되기 직전까지 가자 자신만이라도 그 유지를 잇기 위해 선택의 여지 없이 밀고를 감행했다는 걸 알게 된다. 철저히 이익지향적인 키요미는 지크가 왕가의 후손이라는 사실이 가문에게 도움이 되지 않는다면 주저하지 않고 마레군에 그 정보를 넘기겠다고 협박하는 자세를 취한다. 이럼에도 지크는 하나도 동요하지 않고 오히려 여유로운 태세를 갖추며 키요미에게 환심을 살 어떤 물건을 보여 주는데, 다름 아닌 지크가 주워 온 미케 자카리아스의 입체기동장치 가스 봄베였다. 입체기동장치에는 핵심적인 동력 자원이자 파라디섬에 유일하게 매장된 희귀자원인 빙폭석이 들어 있었고 빙폭석에 대한 정보를 입수한 상태였던 키요미는 손을 입에 댈 정도로 놀라워한다.
빙폭석을 보고서 눈을 빛낸 키요미는 지크로부터 파라디 섬에 이 빙폭석만 아니라 먼 옛날에 한 거인의 왕이 깊숙이 숨겨둔 비밀 지하동굴에 더 많은 귀한 광물과 보석들을 숨겼다는 이야기를 듣게 된다. 파라디섬과 다시 수교하면 빙폭석을 생산하는 건 물론이고 가세가 기울어져 가는 아즈마비토 가문과 재벌을 부흥시킬 거라는 말에 파라디섬과의 수교를 결심하게 된다. 그리고 거래 제안을 완전히 수락하고 그가 서류 형태로 제공한 비책들을 전해 받으며, 마침내 851년, 히즈루국의 증기선을 이끌고 부하들과 보좌관들과 함께 파라디섬 항구에 도착한다. 제 145대 프리츠왕의 무저항주의 정책으로 강제로 단교되었던 파라디섬과 히즈루국의 외교 관계가 103년 만에 다시 회복되는 기념비적인 날이었다.

### 852년:파라디 섬과의 교류
| “ | 파라디 섬에게 유일한 우호국이 될 히즈루. 특사로서 키요미 아즈마비토가 이 섬으로 내방을 왔어. 아즈마비토 일족은 타국과 역사적으로 강한 결속을 갖기 때문에 일국의 외교에 상당한 영향력을 발휘할 수 있는 가문이야. 키요미는 그 가문의 수장이지. | ” |
|   | — 옐레나 |   |

히즈루국과 아즈마비토 가문의 대표로서 파라디 섬으로 처음으로 내방을 온 키요미는 제155대 왕인 히스토리아와 악수를 나누며 접견한다. 그리고 본인이 그토록 원했던 '아즈마비토 쇼군의 직계 후손'이자 아커만 가문과 아즈마비토 가문의 대를 잇는 혼혈 후손인 미카사와 대면까지 성사된다. 키요미의 외모가 미카사의 어머니와 놀랍도록 비슷해서 자기도 모르게 키요미에게서 돌아가신 어머니를 떠올린 미카사는 무심코 흥분하고 얼굴에 홍조를 띄워 버렸다.
키요미는 예전에 지크가 유일무이한 동양계 후예라고 소개해 준 미카사가 정말로 쇼군의 혈통인지 확인하기 위해 회담장에서 미카사에게 '세 자루의 일본도가 삼각형처럼 교차하는' 아즈마비토 가문의 심볼이 그려진 옷천을 보여 이 심볼에 대해 잘 알고 있냐고 질문한다. 미카사는 그 심볼은 어머니가 자수로 전해준 형태와 흡사해서 몹시 놀랐으나, 아무에게도 보여주지 말라는 어머니의 당부를 생각해 끝까지 안 보여 주려고 했으나 "어릴 때 나한테 보여줬으면서. 분명 이 날을 위해 감춰져 있던 거야."라고 설득하는 엘런의 말에 이끌려 붕대로 감은 손목의 심볼(애니에서는 자수)을 드러낸다. 미카사의 어머니가 예전에 그녀의 오른쪽 손목에 자수로 새겨넣은 심볼의 문신과 키요미가 보여준 심볼의 모양 형태가 일치했기에 키요미와 부하들은 곧바로 눈치챘고, 키요미는 미카사의 어머니의 긍지에 깊은 감명을 느끼며 쇼군의 핏줄인 미카사에게 다가가 안는다. 뒤이어 미카사의 모계 쪽 출생의 비밀에 대해 설명해 주고는 기뻐하는 얼굴로 미카사더러 당신은 우리 히즈루국의 유일한 희망이라고 말한다.
본격적인 회담에 들어가 지크와 접촉한 정황과 비책들을 전달하며 광물자원을 제시하는 지크를 회상할 때 "아직 확정된 것도 아닌데, 그 광물만 있으면 우리 가문을 부흥시킬 거라고 하더군요. 하나 덧붙여, 이번 건 우리 재벌의 사업 확장하곤 전혀 관련 없는 일입니다만은...."이라고 말하더니 부흥의 욕심에 겨워 입가에 군침을 나오는 대로 질질 흘린다. 부하가 체통을 지키라며 휴지를 전달하자, "아, 이런, 추태를 부렸군요."라고 태연하게 침을 닦는다. 한지와 미카사, 도트 픽시스는 그 모습을 보고도 옐레나에게 키요미의 성격에 대해 설명 들었기에 겉으로는 별로 개의치 않으면서도 상당히 경계했다. 도트 픽시스는 키요미가 무심결에 광물 채굴 사업으로 벌어들일 막대한 이익에 대한 욕망을 노골적으로 표현해 버리는 모습을 두고 "역시 아무런 이득도 없이 이 섬에 오는 위험을 무릅쓸 리 없다."고 판단했다.
지크와 만난 일을 얘기하다 히스토리아가 지크의 비책이 뭐냐고 주제를 바꾸자 세 가지 방법을 말해 준다. 하나는 1회성 땅 고르기의 위력을 행사하여 전 세계에게 그 파괴력을 실감시키는 것, 둘은 땅 고르기를 굳이 실행하지 않아도 히즈루국과의 교류로 기술을 발전시켜 자국의 군사력을 근대적인 수준으로 끌어올리는 것. 세계와 파라디섬의 100년이나 차이 나는 문명을 50년 안에 메꾸는 건 어려운 일이 아니라고 대답하지만, 그 때까지 섬의 군사력 유지에 필요한 '땅 고르기'를 보존하기 위한 세 번째 방안으로 히스토리아에게 프리츠 왕의 짐승 거인의 계승과 시조의 거인 발동에 필요한 왕가의 혈손 생산이 필연적이라고 말한다.
사실상 히스토리아를 희생양으로 내모는 잔인한 방법이라 한지와 엘런을 비롯해 그런 비인도적인 방법을 써서까지 파라디섬을 지키고 싶지 않았던 사람들은 잠시 보류하고자 하고, 그 말에 동의하는 동시에 지크 예거가 파라디 섬으로 올 수 있도록 중계에 열심히 협조하겠다고만 답한다. 엘런이 단독적으로 마레로 떠나기 1년 전인 853년에 한지의 말에 따르면 그 이후로도 키요미는 '1회성 땅 고르기'를 계속해서 지지했다. 그리고 가문의 부흥을 위한 빙폭석 독점을 노리고 다른 나라와의 외교에는 일절 협조하지 않았다. 이 때문에 한지 조에가 조사병단을 이끌고 잠입 조사를 통해 마레인들의 실상을 직접 이해하려는 방식으로 대안을 탐색하게 되는 계기가 되었다.
근데 얼마 안 가 2개월 뒤, 마땅한 대안도 못 찾은 채 옐레나와의 대화 후 에렌이 대외적으로 지크의 비책에 찬성 의사를 밝히고 아무 말도 없이 마레로 긴 여정을 떠나고, 히스토리아도 상기된 비책대로 임신을 하게 된다.엘런이 마레로 잠입하고 이를 뒤늦게 파악한 조사병단이 마레로 잠입하게 되었을 때 키요미 일행이 도와 주었을 가능성이 있다.

### 레벨리오 축사 전야제 가든파티
(시간대상이 아니라 본편에서 처음 등장한 97화) 그러다가 854년, 타이버 가문의 당주이자 마레의 실권자인 빌리 타이버가 레벨리오 축사 기념 전야제에 초대받아 손님으로 가게 된다. 레벨리오 전투에 조사병단이 마레로 어떻게 진입했는데 초대를 받은 키요미가 마레로 올 때 함께 따라온 일행들을 동행인인 척 숨기다가 데리고 온 모양이다. 공식 초청장을 받은 무수한 외국 요인들 중 한 명으로서 일본 고유의 전통 의상 기모노를 입고 연회장 안을 돌아 다니고 있었다.
도중 세 동료들과 함께 급사 역할을 맡기로 한 후보생 우도는 다른 두 요인 남성들이 자신들을 두고 "더러운 피가 축제에 나타났구나."라고 모욕하는 소릴 듣고 흥분한 나머지 옆을 지나가던 키요미의 옷자락에게 쟁반 위의 와인을 쏟아 부어 버린다. 자신의 실수를 깨달은 우도는 새파랗게 질려 버렸으나 키요미 본인은 우도를 되려 주변을 경계하고는 울음을 터트리기 직전이던 우도에게 "쉿, 조용히 하렴." 이라 주의를 주며 차분히 진정시켰다. 뒤이어 무슨 일이 일어났냐고 묻는 성인 남자 급사에게
| “ | "제가 마시려던 와인을 그만 실수로 옷에 쏟아 붓고 말았지 뭡니까. 그래서 이 아이에게 부탁해서 옷에 묻은 얼룩을 닦아 달라고 부탁하던 참이었습니다." | ” |

라고 둘러대 우도의 과실을 숨기고 화를 피할 수 있게끔 도와 준다. 급사는 거짓말을 조금도 의심하지 않고 얼른 귀객 분의 얼룩을 닦아 드리겠다고 안내를 자처했다. 급사를 따라 가기 전 의외의 도움에 당황한 우도로부터 왜 절 도와 주셨냐는 물음에 넌지시 "네가 무슨 일을 당할 지 모르니까." 은밀히 귓속말로 대답한다. 외국의 수용구에서 매우 극심한 차별에 시달리며 자라온 우도로서는 다른 사람도 아니고 이 정도로 이례적인 은혜와 호의를 베풀어 준 외국인을 한 번도 마주한 적이 없었던 처지였기에 한 동안 충격이 떠나지 않은 얼굴로 떠나 가는 은인의 뒷모습을 바라봤다. 상황의 목격자인 우도의 동료들도 마찬가지였다. 가비는 키요미를 쭉 훑어 보다가 기모노의 뒷쪽에는 한 곳에 모여진 세 선이 삼각형을 이루는 문양을 보고서는 그녀가 히즈루국에서 온 외교 대사임을 단 번에 꿰뚫어 보았다.

### 레벨리오 축사 ~레벨리오 전투
축사 당일의 밤. 아즈마비토 가문의 외교인사라는 위치에 위력적인 체격이 엿보이는 두 남자 경호원들을 이끌고 빌리 타이버와 이번 축사의 연극을 빛내줄 역할을 맡기로 되어 있는 배우들이 분장 중인 무대 대기실로 향했다. 그 안에서 땀을 물줄기 흐르듯 흘리며 긴장을 감추지 못 하는 빌리를 격려차 방문했다. 너무나 긴장되어 있는 빌리의 모습에 부드러운 미소를 지으며 혹시라도 방해를 끼친 게 아닐까 하고 물으나 빌리는 너무 긴장한 결과라며 재빨리 너스레를 떨었다. 그리고 빌리에게
| “ | "당신은 정말 용감한 사람이예요. 우리 가문은 그걸 잘 알고 있습니다." | ” |

라는 숨겨진 의미의 말을 전해 주면서 무사히 축사를 끝낼 수 있기를 기원하고 악수를 주고 받는다. 대기실에서 나가자마자 미소가 사라지고 뭔가를 꾸밀 듯한 진지한 표정으로 경호원들을 데리고 조용히 현장을 빠져나간다. 그리고 빌리의 연설이 끝나자마자 엘런의 습격을 시작으로 레벨리오 전투가 발발했고 수많은 사상자들이 속출하는 대피해가 일어났다. 키요미는 조사병단과 지크와의 사전 접촉으로 전투가 일어난 걸 알고 미리 현장에서 대피한 것. 전투에 큰 가담과 기여를 한 장본인 중 하나가 되었다.

### 레벨리오 전투 이후
109화. 레벨리오 전투가 천신만고 끝에 파라디 측의 대승리로 끝나고 세계 연합군과 파라디 섬의 전쟁이 확정된 지 얼마 지나지 않아 파라디 섬을 재방문한다. 총통과 대면을 가지면서 전투의 승리를 축하하고 조사병단의 분열 사태로 단독으로 독대하게 된 다리우스 총통을 이해하고, 언제든지 악마들의 섬을 방문해 달라는 다리우스의 말을 수긍하며 엘디아국의 안녕을 빈다는 메시지를 보낸다. 그리고 파라디 섬에서 수입한 빙폭석을 연료로 만든 수륙관측비행정을 보여 준다. 곧 지크와 에렌의 접촉으로 시행될 땅 고르기를 직접 보려고 가져온 것이다.
근데 111화에 총통이 예거파의 테러로 살해당하고 파라디 정부가 또 다시 예거파-헌병단-조사병단으로 분열되는 위기를 목도한다. 픽시스 사령관이 총통의 대리를 대행해 간신히 사태를 수습한 후 못 보여드릴 나라꼴을 보여드려서 면목이 없다고 사과하자 어느 나라든 흔히 벌어지는 일이라며 이해해 준다.
헌병단, 주둔병단, 조사병단이 예거파와 무력 충돌 없이 교섭을 진행하기로 결정한 다음 모두 회의장을 떠나가는 동안, 미카사를 잡아세워 "미카사님, 만일 이 섬이 위기에 처하면 항구로 와 우리와 함께 히즈루로 갑시다."고 말한다. 파라디 섬이 멸망할 낌새를 보이기 시작하자 이 틈에 위태로워지기 전에 미카사를 데려가려는 모습을 장과 아르민이 지켜보고 있었다. 미카사는 키요미의 간절한 애원에 마지못해 정중하게 사양하며 자신은 어머니와 이어진 아즈마비토 가문의 후손이 맞지만 에르디아인으로서 이 섬의 운명을 끝까지 지켜보고 싶다는 의사를 밝힌다. 그리고 파라디 섬의 자원 채굴을 위한 목적으로도 자기를 데려가고 싶은 거 아니냐고 정곡을 찌르는 말을 하자 땀을 질질 흘리면서도 히즈루 정부는 땅 고르기를 일관적으로 지지하기 때문에 조금이라도 잘못되면 아즈마비토 가문은 숙청된다는 가문의 위태로운 상황을 얘기한다. 가문과 조국이 위태로워져도 미카사의 어머님이 마지막까지 보여 주신 아즈마비토 가문의 긍지만큼은 버리지 않았다며, 무슨 일이 있어도 미카사를 꼭 지킬 거라는 굳은 다짐을 드러낸다.
그리고 자유의 영혼이 된 시조 유미르가 엘런에게 시조의 거인의 사용권을 빌려 주면서 엘런은 월 마리아, 월 로제, 월 시나에 깃든 모든 거인들을 앞세워 세계를 종말시키려고 하면서 히즈루국도 파라디섬의 안전을 위해 땅 고르기에 희생당할 세계의 나라들 중 하나가 되었다. 엘런 예거의 세계 종말 선언으로 세계의 다른 나라들처럼 똑같이 멸망을 앞두게 된 히즈루국도 엘디아국과의 동맹 및 외교 관계도 자연히 파기되었다. 엘런과 세계 멸망을 열렬히 지지하는 급진적인 초강경 군벌인 예거파와 플록 포르스터도 더 이상 살려둘 필요가 없어진 키요미를 가만히 놔둘 리 없기 때문에 파라디섬 어딘가에 몸을 숨기고 있는 키요미와 히즈루국 관계자들의 신변도 위험에 놓이게 된다.

### 마레 제국과엘디아국의 동맹 체결 이후

#### 『 127화: 종말의 밤 (終わりの夜) 』
엘런 예거의 세계 멸망 계획을 막기 위해 잠시 갈등과 원한의 골을 뒤로 하고 소규모 동맹단을 구축한 가비 브라운, 팔코 그라이스, 테오 마가트 원수, 피크 핑어, 라이너 브라운, 아니 레온하트, 옐레나, 오니안코폰, 미카사 아커만, 한지 조에 단장, 리바이 아커만, 아르민 아를레르트, 장 키르슈타인, 코니 슈프링어가 최우선적으로 필요로 하는 중요 인물로서 지목된다. 한지가 벌써 이틀 만에 바다 건너까지 진출한 엘런을 따라잡기 위해 키요미가 가져온 수륙관측비행정을 빌리려는 계획을 세웠기 때문이다.
이미 예거파가 장악한 엘디아국에 동맹단을 빼면 사방이 적뿐인 상황 속에 키요미는 자신의 고국이 멸망당할 처지에 놓였는데 이 사태를 방관할 리 없고 한시라도 멸망을 막기 위해 동맹단과 협력할 것이 당연한 입장이다. 마가트는 아즈마비토 가문의 수장인 키요미가 엘디아국과 동맹 상태였다는 사실을 알고도 별로 놀라지 않은데 예전부터 아즈마비토 가문이 뭔가를 꾸미고 있었다는 것을 알고 있었다고 한다. 대기실에서 빌리가 키요미와 마지막 대면과 악수를 나누는데 빌리가 땀을 흘리면서 웃으며 격려하러 온 키요미를 볼 때 분위기가 묘하게 심상치 않았다는 점에서 빌리와 마가트가 키요미가 엘디아국과 동맹 맺은 사실을 알고 있다는 복선을 보여 주었고, 타이버 가문의 축사가 열린 한달 전 밤날에 타이버와 친분이 깊었던 세계 여러 나라의 명문가들 중 유일하게 아즈마비토 가문이 빌리 타이버와 마지막 악수를 하자마자 바로 즉시 연설장에서 교묘히 사라졌기 때문인 듯. 그날밤의 기습 공격으로 연설장에 참석한 다른 가문이나 외국 대사들이 마른 하늘의 날벼락을 맞았는데 아즈마비토 가문만 우연치 않게 조용히 사라졌으니 의혹이 확신으로 바뀔 법하다.
허나 파라디섬 - 마레 동맹단의 존재를 예상하고 기관차로 먼저 항구에 도착한 완전 무장한 예거파에 의해 인질로 붙잡힌다. 플록 포르스터가 항구 건물에서 반기를 든 두 명의 보디가드들을 모두 처리하고 의자에 말 없이 앉아 있는 키요미와 휘하의 히즈루 기술자들을 감시하고 있다.

#### 『 127화: 배신자 (裏切り物) 』
첫 등장부터 플록 포르스터와 팽팽한 긴장감 속에 신경전을 벌인다. 플록은 저항하는 키요미의 두 경호원들을 제거한 후 키요미 주변을 맴돌며 오늘 같이 역사가 이만하게 감격적인 변화를 맞이한 순간은 없을 거라면서 이제 너희들에게 남겨진 건 파라디 섬을 위해 봉사하는 일밖에 없다는 현실을 말해 준다. 엄청난 증기를 분출하는 초대형 거인 군단이 마레 남동쪽 영토를 파괴해 나가는 모습에 만족스러운 미소를 짓고 이제 곧 히즈루국을 포함해 전 세계가 멸망당할 거라고 겁을 줘도 절망하는 기술자들과 달리 침착함을 유지하며 꼿꼿하게 받아친다. 키요미는 "이 기쁜 순간을 방해해서 미안합니다만은, 무슨 의미가 있길래 그렇게 기뻐할 수 있는 거죠?"는 말을 시작으로 "당신들은 이걸로 섬이 안전해질 거라고 굳게 믿고 있어요. 허나 유감스럽게도, 결국에는 세상을 작게 만드는 것에 지나지 않습니다. 작아진 세계에서 당신들은 지금까지 한 것처럼 서로를 죽이고 죽일 테죠."라고 섬의 자멸을 예견한다. 열이 제대로 오른 플록은 "그래 안다고, 알아."라고 받아치곤 주제파악부터 하라는 말과 함께 우린 히즈루국의 비행정이나 증기선이나 항해술 같은 기술력 따윈 필요하지 않다고 총구를 이마에 들이민다. 그때 아르민이 예거파와의 유혈 충돌을 피하려고 짐수레와 여성형, 갑옷거인이 바다로 도망치려 하니 비행정을 빌려 달라는 거짓말로 플록을 자기 쪽으로 유인하여 키요미와 비행정 보수에 필요한 다섯 명의 기술자들을 탈출시키려고 한다. 그러나 아르민이 원하던 바와 달리 플록은 자신들처럼 굳이 더 빠른 기차가 아니라 말로 적들을 쫓아가지 않고 예거파와 거리를 두면서까지 자취를 감춰온 아르민의 행동이 수상함을 알아낸다. 그래서 한 번 떠보기 위해 기술자 한 명에게 총을 쏘려 하자 시선이 쏠린 틈을 타 기습감행으로 자동권총을 든 오른손목을 쥐어뜨리고 유술로 제압한다. 동시에 놀란 플록이 무심결에 방아쇠를 당기는 바람에 총성이 울려 퍼지고 1차 작전이 실패한 줄 안 마레 - 에르디아 동맹이 결국 피 흘릴 걸 각오하고 유혈충돌을 일으키는 계기가 된다. 키요미는 본의 아니게 전투의 원인을 제공한 셈이지만, 어쨌든 동맹대는 플록의 간보기 작전에 속아서 사실상 1패를 당한 것과 다름 없다.
키요미의 거센 악력에 꼼짝 없이 제압당한 플록은 흥분한 나머지 당장 예거파 두 명에게 키요미를 죽여 버리라고 명령한다. 키요미는 지지 않고 "내가 싸우지 않고 쉽게 죽어 줄 거라 생각했나?"고 강하게 맞선다. 그 순간, 하나뿐인 혈육이나 다름 없는 키요미를 구하기 위해 창문으로 날아든 미카사가 순식간에 예거파 두 명을 죽여버리며 위기를 벗어난다. 운 좋게 창문 밖으로 피신한 플록이 예거파에게 104기 조사병단의 배신을 알리면서 마레-에르디아 동맹과 예거파의 전투가 시작되고, 기술자들을 이끌고 미카사의 인도를 따라 지하실로 대피한다. 계단 아래로 향하다 대기 중이던 세 명의 예거파 병사들의 총구와 마주치지만 잠입해 있었던 한지 조에, 장 키르슈타인, 테오 마가트가 처리해 준 덕에 살아남는다. 그 후 일행과 함께 지하실에 도달하는데 거기까지 예거파가 뇌창을 포격하자 막다른 골목에 포위당한 이상 예거파가 우릴 죽이는 건 이제 시간 문제라고 불안해 한다. 그러나 마가트는 걱정할 것 없다는 듯 "안전을 확보했으니 녀석들이 더 쉽게 날뛸 수 있다"고 안심한다. 그의 말대로 이제 남아 있는 사람이 예거파 뿐인 항구 건물의 지상은 갑주의 거인과 여성형 거인의 거인화 섬광에 휩싸이면서 일행은 전투가 끝날 때까지 대기하게 된다.